# Massachusetts Historical Society
La Massachusetts Historical Society, fondée en 1791, est une société historique et centre d'archives dont les documents retracent les débuts de l’État du Massachusetts et de la Nouvelle-Angleterre. Son siège est situé au 1154 Boylston Street, à Boston. Elle est la plus ancienne société d'histoire des États-Unis.

## Histoire
La Société est fondée le 24 janvier 1791, par le révérend Jeremy Belknap pour recueillir, préserver et cataloguer des documents relatifs à l'histoire américaine. Lui-même et les neuf autres membres fondateurs font don de papiers de famille, de livres et des objets à la société. Son premier manuscrit est publié en 1792, devenant ainsi la première publication d'une société d'histoire des États-Unis. La société est officiellement constituée en 1794. Les signataires sont William Baylies, Jeremy Belknap, Alden Bradford, Peleg Coffin, Manasseh Cutler, John Davis, Daniel Davis, Aaron Dexter, John Eliot, Nathaniel Freeman, James Freeman, Thaddeus Mason Harris, Isaac Lothrop, George Richards Minot, John Mellen Jr., Thomas Pemberton, William Dandridge Peck, John Prince, Ezekiel Price, James Sullivan, David Sewall, Peter Thacher, William Tudor, Samuel Turell, Dudley Atkins Tyng, James Winthrop, Thomas Wallcut, Redford Webster et William Wetmore. La société se flatte de posséder la seule collection historique des États-Unis jusqu'à l'établissement de la New-York Historical Society (1804) puis de l'American Antiquarian Society (1812), après quoi ses activités de collecte se concentrent principalement sur Boston et la Nouvelle-Angleterre.
Les réunions de la société se tiennent pendant de nombreuses années à Faneuil Hall. Par la suite elles ont lieu à Hamilton Place, puis à Franklin Street. En 1833, elle prend ses quartiers à Tremont Street dans le bâtiment de la Provident bank jusque dans les années 1890,,. L'actuel siège de la société dans le quartier de Back Bay est construit en 1899. Il est inscrit au Registre national des lieux historiques depuis 1966.
La société conserve les archives présidentielles de John Adams et de John Quincy Adams.